# Бейкер (округ, Орегон)
Округ Бейкер (англ. Baker County) — округ штата Орегон Соединённых Штатов Америки. На 2010 год его население составляло 16 134 человек. Окружным центром является город Бейкер-Сити. Округ был назван в честь сенатора Эдварда Дикинсона Бейкера, погибшего во время Гражданской войны в США (1861—1865).

## История
В 1861 году на здешних территориях было обнаружено месторождение золота. После этого округ стал одним из крупнейших производителей золота на северо-западе США.
22 сентября 1862 года решением Законодательного собрания штата Орегон был образован округ Бэйкер. Окончательно границы округа были установлены в 1901 году.

## География
По данным бюро переписи населения США, округ имеет площадь 7998 км², из которых: 7946 км² — земля и 52 км² (0,85 %) — вода.

### Соседние округа
- Юнион — на севере
- Уаллауа — на севере
- Грант — на западе
- Малур — на юге
- Вашингтон — на востоке
- Адамс — на северо-востоке

### Достопримечательности и национальные заповедники
- Национальный заповедник Дир Флэт (часть)
- Национальная зона отдыха Хеллс-Каньон (часть)
- Национальный лесной заповедник Малур (часть)
- Национальный лесной заповедник Уитмен (часть)

### Города
| - Бейкер-Сити - Гринхорн (город-призрак) - Хейнс - Хафуэй - Хантингтон | - Ричленд - Самптер - Юнити |

### Статистически обособленная местность и невключённая территория
| - Берн - Браунли - Бриджпорт - Уэтерби - Уингвилл | - Джимтаун - Дерки - Карсон - Кларксвилл - Китинг | - Кларксвилл - Копперфилд - Корнукопия - Лайм - Литл-Алпс | - Мак-Ивен - Ньюбридж - Оберн - Оксбоу - Пайн | - Пайн-Крик - Плезант-Валли - Покахонтас - Рай-Валли - Робинетт | - Рок-Крик - Сансет - Солсбери - Спарта - Уитни | - Хатчинсон - Херфорд - Хомстед - Энсина |

## Демография
По состоянию на 2010 год в округе проживало 16 134 человек. Плотность населения составляла 2 чел./км².Расовый состав округа выглядит следующим образом: «Белые» — 95,68 %, коренные жители — 1,09 % , афроамериканцы — 0,23 %, азиаты — 0,38 %, жители Океании — 0,04 %, прочих — 0,92 %, две или более расы (метисы) — 1,65 %.
Средний возраст населения составляет 43 года. На каждые 100 женщин приходится 98,10 мужчин.
Средний семейный доход составляет 36106 долларов. Средний доход мужчины составляет 27133 долларов против 20480 долларов у женщин.Доход на душу населения составляет 15612 долларов. Доход ниже прожиточного минимума имеют 14,70 % человек от общего населения.
| Год     | 1870   | 1880   | 1890   | 1900   | 1910   | 1920   | 1930   | 1940   |
| Жителей | 2 804  | 4 616  | 6 764  | 15 597 | 18 076 | 17 929 | 16 754 | 18 297 |
| Год     | 1950   | 1960   | 1970   | 1980   | 1990   | 2000   | 2010   |        |
| Жителей | 16 175 | 17 295 | 14 919 | 16 134 | 15 317 | 16 741 | 16 134 |        |

## Экономика
В XIX веке основным занятием населения являлась добыча золота. Но после истощения ресурса на первый план вышло сельское хозяйство. Определённый доход округу приносят туристы, решившие увидеть местные достопримечательности своими глазами.

## Республиканская партия
Как и в большинстве округов на востоке Орегона большинство населения является сторонниками Республиканской партии США. На президентских выборах 2004 года 69,2 % жителей округа голосовало за Джорджа Буша, против 29 % Джона Керри. На следующих президентских выборах за представителя Республиканской партии США — Джона Маккейна отдали свой голос 64,37 % человек, против 31,95 % демократа Обамы.